# Bundes-Verfassungsgesetz
Das Bundes-Verfassungsgesetz, kurz B-VG, ist ein im Verfassungsrang stehendes österreichisches Bundesgesetz. Es stellt zwar das Kernstück der Bundesverfassung dar, ist allerdings nicht das einzige Verfassungsdokument. Daneben gibt es weitere Bundesverfassungsgesetze und Verfassungsbestimmungen in unterschiedlichen einfachen Gesetzen.
Die Schreibweise mit Bindestrich unterscheidet das Bundes-Verfassungsgesetz von anderen Bundesverfassungsgesetzen.

## Geschichte

### Erste Republik

#### Bundes-Verfassungsgesetz 1920

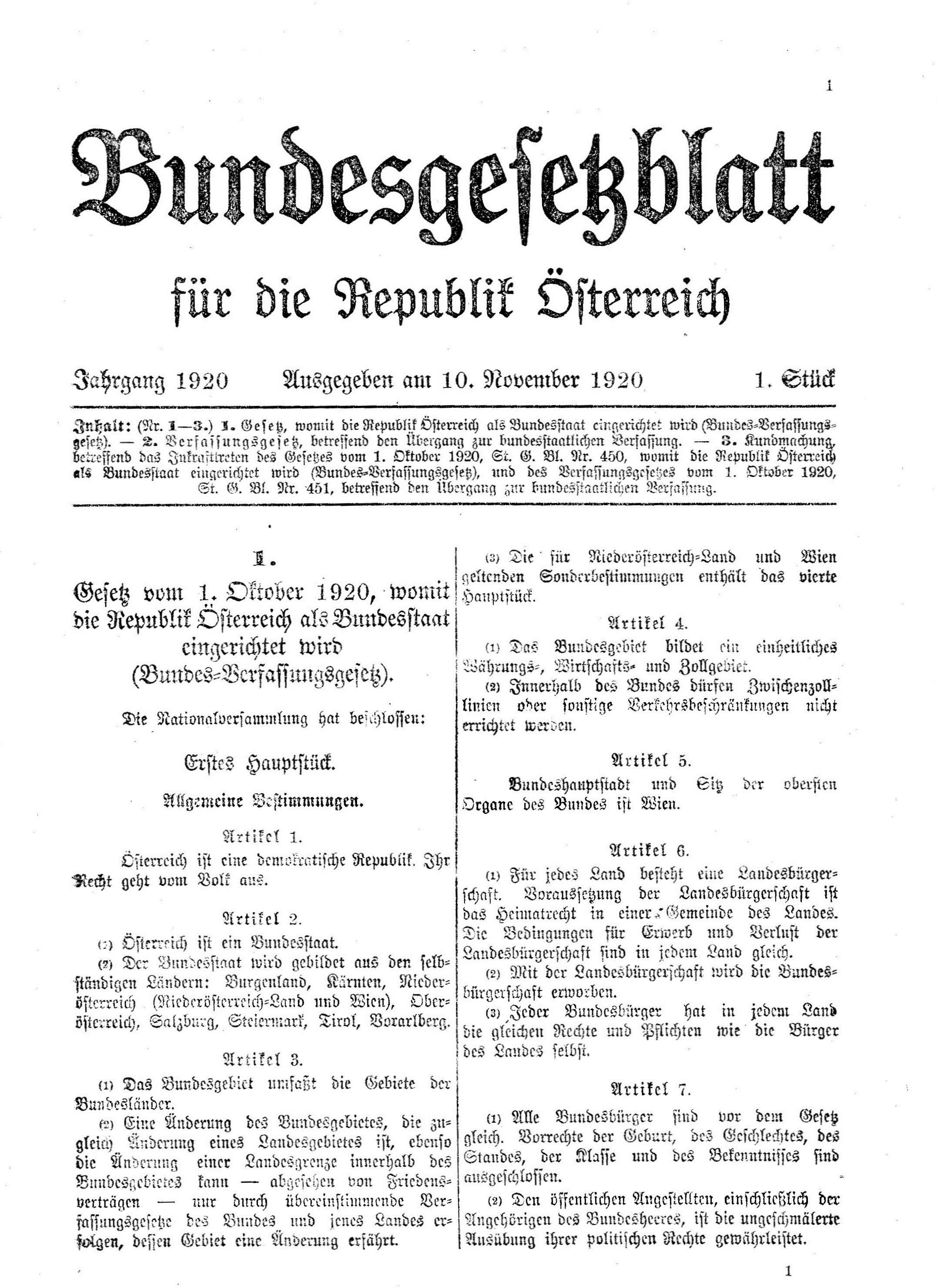
Bundesgesetzblatt vom 10. November 1920, S. 1.

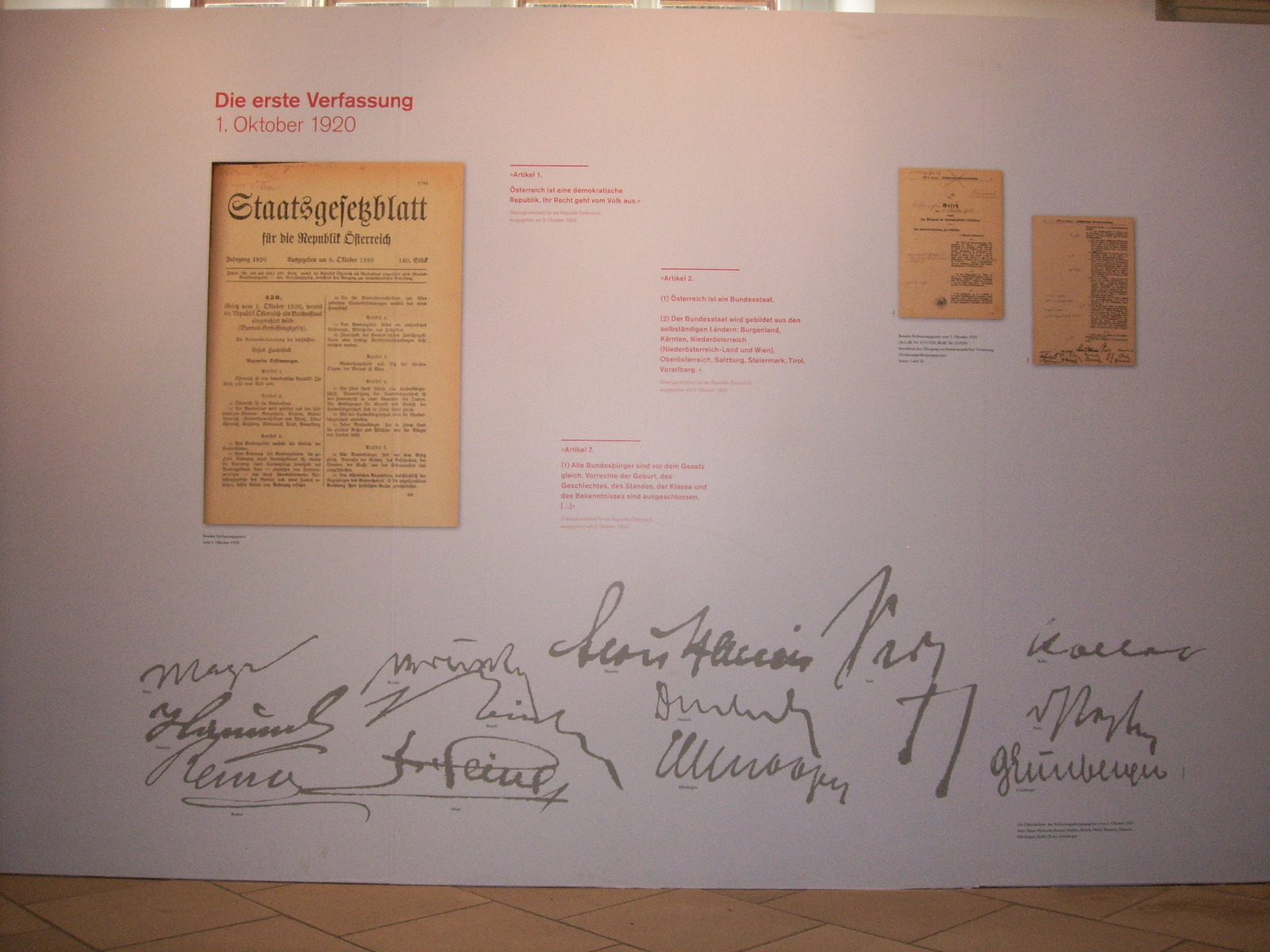
Faksimile des original kundgemachten B-VG von 1920 mit vergrößerten Unterschriften, gezeigt in der Ausstellung „90 Jahre Bundesverfassung“.

Das B-VG wurde am 1. Oktober 1920 von der Konstituierenden Nationalversammlung als Gesetz vom 1. Oktober 1920, womit die Republik Österreich als Bundesstaat eingerichtet wird (Bundes-Verfassungsgesetz) beschlossen. Es löste damit nach fast zwei Jahren ein Verfassungsprovisorium ab, das nach dem Ende des Ersten Weltkrieges von der Provisorischen Nationalversammlung eingerichtet worden war. Über wichtige Teile des formellen Verfassungsrechtes konnte jedoch keine Einigkeit erzielt werden. So enthielt diese Urfassung keine Regelungen zur Kompetenzverteilung zwischen Bund und Ländern, zur Finanzverfassung oder den Grundrechten. Inhaltlich stark geprägt war die erste Fassung von ihrem Autor Hans Kelsen, wichtige Beiträge stammten von Karl Renner, Michael Mayr und anderen Politikern.
Während die Finanzverfassung und die diesbezügliche Kompetenzverteilung zwischen Bund und Ländern 1922 im Finanz-Verfassungsgesetz geregelt wurde, konnte bezüglich der generellen Kompetenzverteilung erst 1925 Einigkeit erzielt werden. Dies wurde im Rahmen der ersten großen B-VG-Novelle neu geregelt.

#### Bundes-Verfassungsgesetz 1929
Im Jahr 1929 wurde die zweite große Novelle durchgeführt, die insbesondere die Macht des Bundespräsidenten erweiterte und die Wahl dieses Amtes durch das Volk einführte. Das B-VG wurde daraufhin auch neu verlautbart, unter dem Titel Bundes-Verfassungsgesetz in der Fassung von 1929.

#### Verfassungsbruch durch die Verfassung 1934
Während der Zeit des Austrofaschismus wurde am 24. April 1934 eine eigene Verfassung erlassen. Die Erlassung der Maiverfassung 1934 erfolgte zweifach. Am 24. April 1934 wurde die Maiverfassung in Form einer Verordnung gemäß Kriegswirtschaftlichem Ermächtigungsgesetz beschlossen, was zweifellos ein Verfassungsbruch war. Zur Verschleierung dieses Bruchs der Rechtskontinuität wurde am 30. April 1934 das Parlament zur „Sanktionierung“ der Maiverfassung einberufen. Dabei wurde jedoch weder das Präsenzquorum erfüllt noch wurde die verpflichtende Volksabstimmung aufgrund der Gesamtänderung der Bundesverfassung durchgeführt, sodass damit der Verfassungsbruch nicht geheilt werden konnte.
Das B-VG trat formell mit Art. III § 56 Verfassungsübergangsgesetz 1934 außer Kraft, als Datum wird allgemein der 1. Juli 1934 angesetzt, „die Derogation des B-VG bereits per 1. Mai 1934 anzunehmen, erscheint nicht ausgeschlossen“.

### Zweite Republik

#### Verfassungs-Überleitungsgesetze 1945
Noch vor Ende des Zweiten Weltkrieges auf österreichischem Gebiet wurde am 27. April 1945 von drei Parteien (SPÖ, ÖVP und KPÖ) eine Unabhängigkeitserklärung veröffentlicht. Nach dieser soll die Republik Österreich im Sinne der Verfassung von 1920 wiederhergestellt werden. Wenige Tage später, am 1. Mai 1945, wurde das Verfassungs-Überleitungsgesetz beschlossen, das das B-VG und weitere Gesetze in der Fassung von vor dem Ständestaat, also einschließlich der Änderungen von 1929 wieder in Kraft setzte. Die Vorläufige Verfassung selbst wurde am selben Tag mit dem StGBl. Nr. 5/1945 veröffentlicht. Mit dem Beschluss des Nationalrats vom 19. Dezember 1945 (2. V-ÜG) gilt das B-VG als wieder voll in Kraft getreten.

#### Bundes-Verfassungsgesetz-Novelle 1994
Am 12. Juni 1994 wurde vom Bundesvolk in einer Volksabstimmung die Änderung des B-VG genehmigt. Nach herrschender Ansicht handelte es sich dabei um eine Gesamtänderung der Bundesverfassung, weswegen die Volksabstimmung verpflichtend durchzuführen war. Im Rahmen der dadurch notwendigen Novelle, die den Beitritt Österreichs zur Europäischen Union ermöglichte, wurde der Titel des B-VG auf den heute noch gültigen Bundes-Verfassungsgesetz (B-VG) festgelegt und um die Formulierung „in der Fassung von 1929“ gekürzt.